# Gyöngyösi Nándor
Gyöngyösi Nándor (Miskolc, 1977. július 16. –) a melegek 2006-os magyarországi és európai szépségversenyének győztese; a nemzetközi fordulón közönségdíjat kapott. Civil foglalkozása gazdasági informatikus; 2002 óta Budapesten él.
A Candy bár jelöltjeként indult az Alibiben rendezett magyarországi döntőn, ahol 2006. július 22-én elnyerte a Mr. Gay Hungary címet. Az augusztus 27-én, Amszterdamban szervezett európai fordulón (Mr. Gay Europe), ahol a szépség mellett az intelligencia, a pozitív fellépés és a melegügyek melletti elkötelezettség is nagy szerepet kapott, szintén első helyet szerzett, így egy évig képviselhette a melegközösséget az unió tagországaiban felmerülő melegjogi esetekben. (A helyezés révén Magyarország jogot szerzett a 2007-es Mr. Gay Europe megrendezésére). A Palm Springsben, 2006. október 28-án megrendezett Mr. Gay International versenyen közönségdíjat kapott (Mr. Popularity).
A magyar fordulón szerzett eredménye után úgy nyilatkozott: szeretné ezzel a címmel szélesebb tömegeknek megmutatni, hogy a melegek is normálisak, lehetnek férfiasak is, és nem kell tőlük félni.
A stafétát 2007. május 25-ének éjszakáján adta át az újonnan megválasztott magyar szépségkirálynak, Deamnek, az európai koronát pedig 2007. augusztus 4-én illesztette az új győztes, Jackson Netto indiai születésű német versenyző fejére.